# María Vaquero
María T. Vaquero de Ramírez (Morales de Toro, Zamora, 15 de febrero de 1937-Pamplona, 27 de junio de 2008) fue una lingüista y profesora universitaria española radicada en Puerto Rico.

## Biografía
Aunque nacida en Morales de Toro, donde su padre era maestro, su familia materna era originaria de Muñás de Abajo (Asturias) y muy cerca de aquí, en Brieves (Valdés), reposan sus restos mortales. A los pocos años de su nacimiento, tras la muerte de su madre, vivió algún tiempo en Asturias hasta que, de nuevo por necesidades laborales, se traslada a Plasencia donde su padre ejerce de inspector escolar y donde concluye sus estudios de bachillerato.
Obtuvo el bachillerato en 1954 y a continuación cursó la licenciatura en Filosofía y Letras con especialidad en filología románica en la Universidad de Salamanca (1959). Casada con Alfonso Ramírez, asturiano afincado en el Caribe, establece su residencia primero en Cuba, donde nace su hija mayor, y después en San Juan, donde nace la hija menor y obtuvo un doctorado con especialidad en lingüística hispánica por la Universidad de Puerto Rico (1965) y un doctorado en filología románica por la Universidad Complutense de Madrid (1978).
Entre los años 1965 y 2003 ejerció la docencia en la Universidad de Puerto Rico, donde además ocupó las direcciones del Departamento de Estudios Hispánicos, del Laboratorio de Fonética Acústica y de los Programas Graduados de Estudios Hispánicos y Lingüística. Ingresó como miembro de número a la Academia Puertorriqueña de la Lengua Española  en 1991 y en 1994 ocupó el puesto de secretaria académica, así como la dirección editorial del Boletín de la Academia Puertorriqueña de la Lengua Española. A su vez, recibió el nombramiento de académica correspondiente de la Real Academia Española (1991), de la Academia Norteamericana de la Lengua Española (1996) y de la Academia Nacional de Letras de Uruguay (2001).
Dedicó la mayor parte de sus investigaciones a la dialectología y lexicología del español caribeño, con especial atención al español puertorriqueño.

## Premios, homenajes y reconocimientos
- 1999. Estudios de lingüística hispánica : homenaje a María Vaquero. Universidad de Puerto Rico.[6]

- 2009. Encomienda de la Orden de Isabel la Católica. Puerto Rico, 14 de mayo.[7]

## Publicaciones selectas

### Libros
- Vaquero, María (1986). Léxico marinero de Puerto Rico y otros estudios (Contribución a la dialectología hispánica). Madrid: Playor. ISBN 9788435904698.
- Vaquero, María (1996). El español de América I. Pronunciación. Madrid: Arco/Libros. ISBN 8476351852.
- Vaquero, María (1996). El español de América II. Morfosintaxis y léxico. Madrid: Arco/Libros. ISBN 8476351860.

### Libros en coautoría
- Morales, Amparo; Vaquero, María (1990). El habla culta de San Juan. Materiales para su estudio. Río Piedras: Universidad de Puerto Rico. ISBN 0847736415.